# Liz Huett
 (juillet 2023).
La mise en forme du texte ne suit pas les recommandations de Wikipédia : il faut le « wikifier ».
Les points d'amélioration suivants sont les cas les plus fréquents. Le détail des points à revoir est peut-être précisé sur la page de discussion.
- Les titres sont pré-formatés par le logiciel. Ils ne sont ni en capitales, ni en gras.
- Le texte ne doit pas être écrit en capitales (les noms de famille non plus), ni en gras, ni en italique, ni en « petit »…
- Le gras n'est utilisé que pour surligner le titre de l'article dans l'introduction, une seule fois.
- L'italique est rarement utilisé : mots en langue étrangère, titres d'œuvres, noms de bateaux, etc.
- Les citations ne sont pas en italique mais en corps de texte normal. Elles sont entourées par des guillemets français : « et ».
- Les listes à puces sont à éviter, des paragraphes rédigés étant largement préférés. Les tableaux sont à réserver à la présentation de données structurées (résultats, etc.).
- Les appels de note de bas de page (petits chiffres en exposant, introduits par l'outil «  Source ») sont à placer entre la fin de phrase et le point final[comme ça].
- Les liens internes (vers d'autres articles de Wikipédia) sont à choisir avec parcimonie. Créez des liens vers des articles approfondissant le sujet. Les termes génériques sans rapport avec le sujet sont à éviter, ainsi que les répétitions de liens vers un même terme.
- Les liens externes sont à placer uniquement dans une section « Liens externes », à la fin de l'article. Ces liens sont à choisir avec parcimonie suivant les règles définies. Si un lien sert de source à l'article, son insertion dans le texte est à faire par les notes de bas de page.
- La présentation des références doit suivre les conventions bibliographiques. Il est recommandé d'utiliser les modèles {{Ouvrage}}, {{Chapitre}}, {{Article}}, {{Lien web}} et/ou {{Bibliographie}}. Le mode d'édition visuel peut mettre en forme automatiquement les références.
- Insérer une infobox (cadre d'informations à droite) n'est pas obligatoire pour parachever la mise en page.

Pour une aide détaillée, merci de consulter Aide:Wikification.
Si vous pensez que ces points ont été résolus, vous pouvez retirer ce bandeau et améliorer la mise en forme d'un autre article.
Pour les articles homonymes, voir Huett.
Elizabeth Huett est une musicienne et actrice, surtout connue pour être l'ancienne choriste de Taylor Swift.

## Début de la vie
A sa naissance, Huett était en famille d'accueil puis fut adoptée par ses parents. Elle a grandi à Riverside, en Californie, où elle a développé une passion pour le théâtre. Huett a participé au théâtre dans son école. Elle a joué dans des publicités pour diverses entreprises et dans la sitcom The Garcias  diffusée sur Nickelodeon. Au lycée, elle a décidé de ne pas poursuivre une carrière d'actrice et s'est intéressée à la musique. Un an après avoir obtenu son diplôme, Huett a déménagé à Nashville dans le Tennessee pour poursuivre sa carrière musicale.

## Carrière musicale

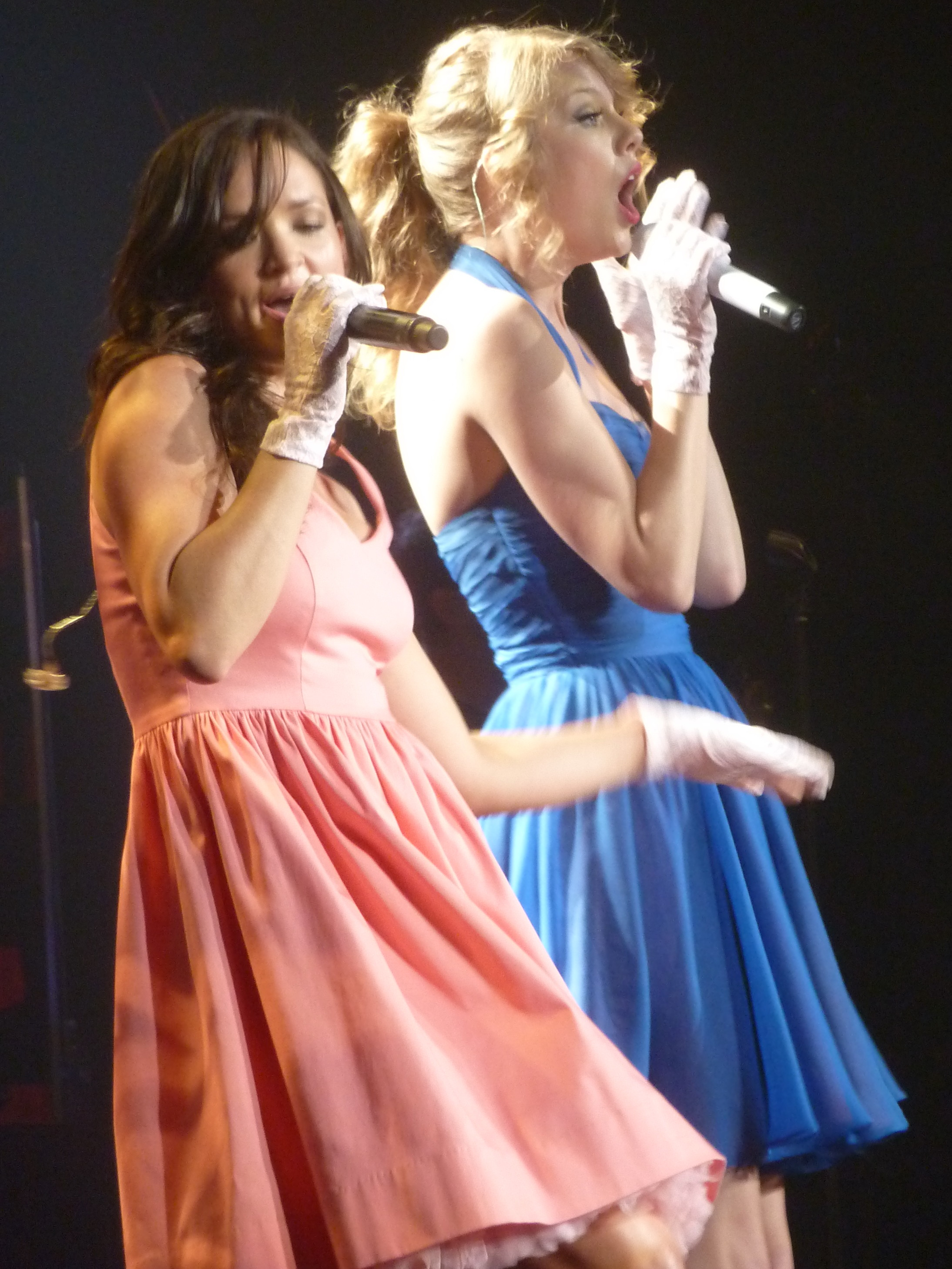
Huett et Swift se produisent ensemble à Paris en 2011.

### Voix pour Taylor Swift
Huett a d'abord rencontré Swift dans un "meet and greet" en tant que fan. En 2006, au Brandin' Iron de San Bernardino, Swift conseille à Huett de déménager à Nashville pour construire sa carrière musicale,. Huett est partie en tournée avec Swift pendant trois ans et demi pendant les années Speak Now et Fearless de Swift. Elle était considérée par Swift comme une meilleure amie à cette époque et partageait une loge avec elle. Huett a rejoint Swift et son groupe sur scène en 2009 lorsqu'elle a remporté le prix de l'artiste de l'année aux CMA Awards.

### Carrière solo
En 2015, Huett a signé avec Interscope Records et a enregistré un EP solo, mais a abandonné le projet après avoir senti que sa musique n'était pas tout à fait correcte ou prête à sortir. En 2017, Huett a sorti son premier single, "STFU & Hold Me", que Billboard a écrit, "combinait un amour pour la pop radiophonique avec des vibrations country de son temps à se faire les dents à Nashville". En 2019, elle a sorti le morceau « That's What You Get », et Earmilk a écrit : « Huett a une sensation douce et chaleureuse dans sa voix, de sorte que même lorsqu'elle est la plus vulnérable, c'est tellement réconfortant.

## Discographie

### En tant qu'artiste principal

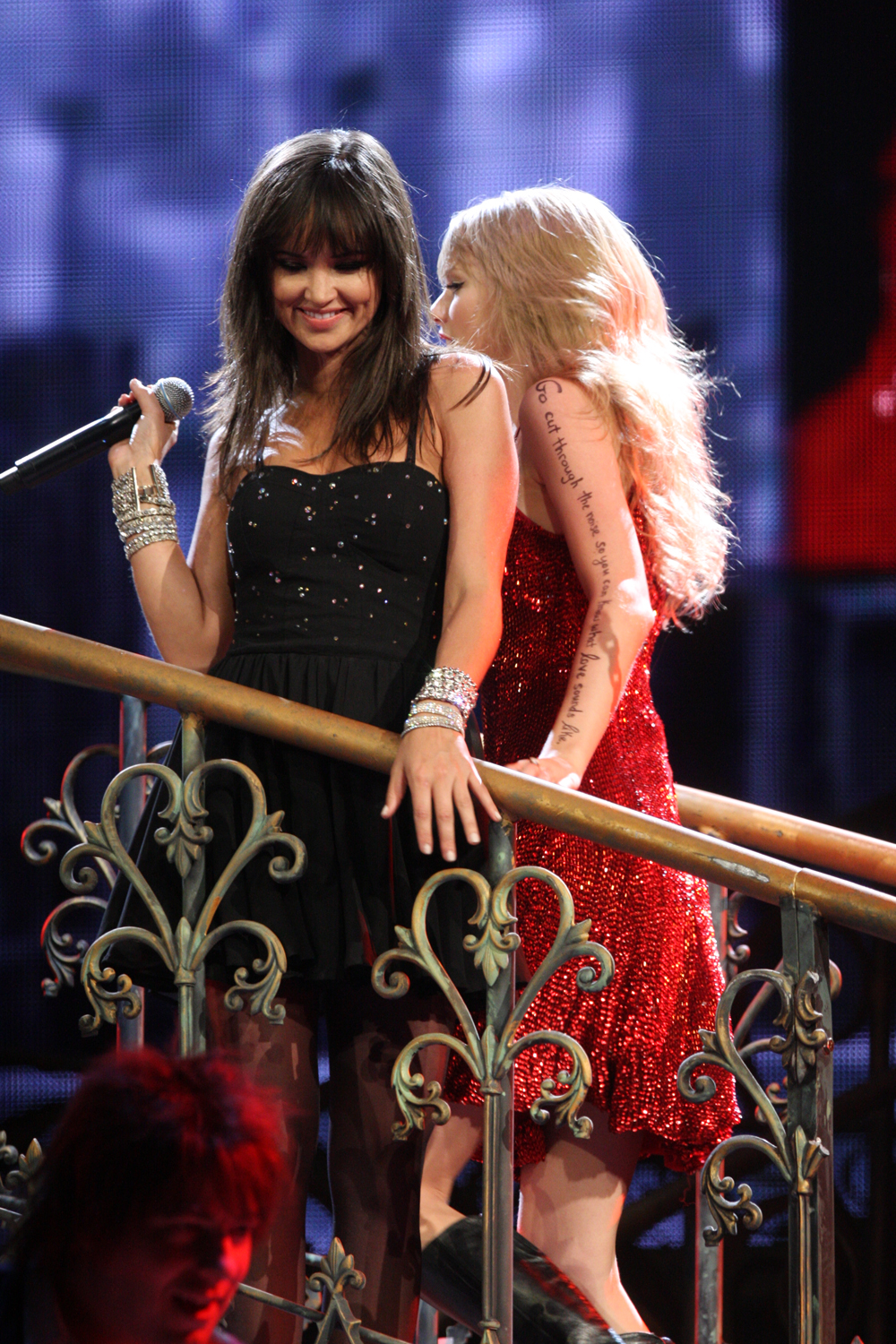
Huett et Swift se produisant ensemble en Australie en 2012.

| Title                       | Année | Référence |
| --------------------------- | ----- | --------- |
| Permission                  | 2023  | [ 11 ]    |
| If You Only Knew            | 2022  | [ 12 ]    |
| Miss It Now (For Sarah)     | 2021  | [ 13 ]    |
| Always You                  | 2021  | [ 14 ]    |
| There Goes My Heart         | 2021  | [ 15 ]    |
| Far Away from Here          | 2020  | [ 16 ]    |
| That's What You Get         | 2019  | [ 17 ]    |
| Nothing Personal            | 2019  | [ 18 ]    |
| Put Me Back Together        | 2019  | [ 19 ]    |
| Responsible                 | 2018  | [ 20 ]    |
| Don't LV U Anymore          | 2018  | [ 21 ]    |
| You Don't Know How It Feels | 2018  | [ 22 ]    |
| H8U                         | 2017  | [ 23 ]    |
| STFU & Hold Me - Acoustic   | 2017  | [ 24 ]    |
| STFU & Hold Me              | 2017  | [ 25 ]    |

### En tant qu'artiste accompagnatrice
| Titre                        | Artiste       | Année | Référence |
| ---------------------------- | ------------- | ----- | --------- |
| Speak Now (Taylor's Version) | Taylor Swift  | 2023  | [ 26 ]    |
| Red (Taylor's Version)       | Taylor Swift  | 2021  | [ 27 ]    |
| Slow Me Down                 | Sara Evans    | 2014  | [ 28 ]    |
| Simple Life                  | Megan and Liz | 2014  | [ 29 ]    |
| Red                          | Taylor Swift  | 2012  | [ 30 ]    |
| Speak Now World Tour – Live  | Taylor Swift  | 2011  | [ 31 ]    |
| Speak Now                    | Taylor Swift  | 2010  | [ 32 ]    |

## Filmographie
| Titre                                | Date | Référence |
| ------------------------------------ | ---- | --------- |
| Soldier                              | 1998 | [ 33 ]    |
| Last Chance                          | 1999 | [ 34 ]    |
| Social Misfits                       | 2001 | [ 35 ]    |
| Black Scorpion                       | 2001 | [ 36 ]    |
| The Brothers Garcia                  | 2002 | [ 37 ]    |
| P.O.V.: The Camera's Eye             | 2003 | [ 38 ]    |
| Just Another Day in the Neighborhood | 2004 | [ 39 ]    |
| Dance War: Bruno vs. Carrie Ann      | 2008 | [ 40 ]    |